# Jollj Ceramica
El equipo Jollj Ceramica fue un equipo ciclista italiano, de ciclismo en ruta que compitió entre 1973 a 1977.
De sus resultados destaca sobre todo la victoria final al Giro de Italia de 1975, por parte de Fausto Bertoglio.

## Corredor mejor clasificado en las Grandes Vueltas
| Año  | Giro de Italia         | Tour de Francia      | Vuelta a España |
| ---- | ---------------------- | -------------------- | --------------- |
| 1973 | 3.º Giovanni Battaglin | -                    | -               |
| 1974 | 6.º Giovanni Battaglin | -                    | -               |
| 1975 | 1.º Fausto Bertoglio   | Abandono             | -               |
| 1976 | 3.º Fausto Bertoglio   | 9.º Fausto Bertoglio | -               |
| 1977 | 11.º Simone Fraccaro   | -                    | -               |

## Principales resultados
- Giro del Lacio: Giovanni Battaglin (1973)
- Volta a Cataluña: Fausto Bertoglio (1975)
- Giro di Puglia: Giovanni Battaglin (1975), Pierino Gavazzi (1977)
- Tour norteño-oeste de Suiza: Simone Fraccaro (1977)

### En las grandes vueltas
- Giro de Italia
  - 5 participaciones (1973, 1974, 1975, 1976, 1977)
  - 8 victorias de etapa:
    - 1 el 1974: Pierino Gavazzi
    - 4 el 1975: Knut Knudsen, Giovanni Battaglin (2), Fausto Bertoglio
    - 1 el 1976: Simone Fraccaro
    - 2 el 1977: Simone Fraccaro, Knut Knudsen

  - 1 clasificación finales:
    - Fausto Bertoglio (1975)

  - 0 clasificaciones secundarias:

- Tour de Francia
  - 2 participaciones (1975, 1976)
  - 1 victorias de etapa:
    - 1 el 1976: Giovanni Battaglin

  - 0 clasificaciones secundarias:

- Vuelta a España
  - 0 participaciones